# Malicieuse (1916)
Pour les articles homonymes, voir Malicieuse (homonymie).
La Malicieuse est une canonnière de lutte anti-sous-marine de la Marine française, de classe Ardent. Elle a également été classée successivement comme dragueur de mines et comme aviso.

## Conception
La Malicieuse avait une longueur de 60,20 mètres, un maître-bau de 7,20 mètres et un tirant d'eau de 2,90 mètres,. Elle était propulsée par une machine à vapeur alternative à triple expansion, provenant du T 214, d’une puissance de 2500 ch, entraînant une hélice unique lui donnant une vitesse de pointe de 17 nœuds. Son armement se composait de 2 canons de 100 mm et de grenades anti-sous-marines. Son équipage était de 55 hommes,.

## Historique
La construction de la Malicieuse débute en 1916 aux Chantiers et Ateliers de Provence à Port-de-Bouc (Bouches-du-Rhône). Dans l’année 1916, elle est mise à flot, terminée et mise en service,.

### Première Guerre mondiale
La Malicieuse est affectée fin 1916 à la Division des patrouilles de la Méditerranée orientale, qui est scindée en deux escadrilles : une escadrille de quatre canonnières à Argostóli et Corfou, et une autre escadrille de cinq canonnières à Salamine. Elle est spécialement armée pour repérer et attaquer les sous-marins allemands qui attaquaient jour et nuit les convois chargés de ravitailler le Front d'Orient en troupes fraîches, en vivres et en munitions. En profitant de la neutralité de l'Espagne, où ils pouvaient se ravitailler, ces sous-marins coulaient les navires alliés par centaines. En six mois, il y a eu 450 torpillages. La Malicieuse, sous le commandement du lieutenant de vaisseau Richard, se distingua en protégeant le transport de la brigade russe venue de Vladivostok en France. Les navires la transportant furent attaqués (en vain) par les sous-marins allemands tout au long du trajet entre Port-Saïd et Marseille en octobre 1917.
Utilisée comme dragueur de mines en 1917, la Malicieuse est affectée en 1917-1918 aux patrouilles de Tunisie,

### Entre-deux-guerres
En mars 1922, la Malicieuse part pour l’Indochine, en compagnie de la Gracieuse et intègre la Division navale d'Extrême-Orient. En 1924, elle est reclassée comme « aviso de 2ème classe », mais en 1925 elle redevient officiellement une canonnière, puis redevient aviso de 2ème classe en 1929,.
Le 13 avril 1930, la Malicieuse explore les îles Spratleys. Par la suite, d’autres navires français y font escale : les avisos Astrolabe et Alerte y posent des bornes de prise de possession les 7 et 10 avril 1930. Le 25 avril 1938, le croiseur Duguay-Trouin y érige un mât et y hisse le drapeau français. L’annexion est officialisée par une notification au Journal officiel du 26 juillet 1933.
La Malicieuse est désarmée et radiée de la liste de la flotte le 11 juillet 1932, puis vendue pour démolition à Saïgon en 1933.

## Commandants
- lieutenant de vaisseau Alfred Édouard Richard : 1916 à 1918[4]